# Bashing
Bashing è un film del 2005 diretto da Masahiro Kobayashi.

## Trama
L'attivista politica Yuko Takai, rientrata da sei mesi in Giappone in seguito al suo rapimento avvenuto in Iraq, non riesce però più ad integrarsi nella società nipponica che la incolpa atrocemente di aver attirato eccessivamente l'attenzione internazionale sulla nazione, creando così imbarazzo. La storia si basa su vicende realmente accadute a tre attivisti giapponesi che furono presi in ostaggio in Iraq.